# Крастиньш, Янис
Янис Крастиньш (латыш. Jānis Krastiņš; 23 июня 1943, Рига — 14 августа 2025) — советский и латвийский архитектор, теоретик архитектуры. Хабилитированный доктор архитектуры (Dr. habil. arch.). Профессор Рижского технического университета, заведующим кафедрой истории и теории архитектуры (1991—2025). Действительный член Латвийской академии наук (1994).

## Биография
Родился 23 июня 1943 года в Риге в семье математика Алберта Крастиньша.
Окончил с отличием архитектурное отделение строительного факультета Рижского политехнического института (1967), работал старшим архитектором в проектном институте «Коммуналпроект» (1967—1969).
После учёбы в аспирантуре (1969—1972), был преподавателем, доцентом и профессором архитектурного факультета Рижского политехнического института. С 1970 года член Союза архитекторов Латвийской ССР. С 1991 года руководитель кафедры истории и теории архитектуры. Работал в качестве приглашённого специалиста в университетах Австрии, США и Китайской Республики. Член правления Общества архитекторов Латвии (с 1989).
Работал над проектированием, реконструкцией и оформлением интерьеров жилых и общественных зданий, по его проектам построены кафе «Резна» в городе Резекне (совместно с Я. Петерсоном, 1966—1970) и детский сад на улице Эрглю в Риге (1969). Принимал участие в архитектурных конкурсах. Был премирован за проекты гостиницы в городе Салдус, административного здания на улице Миера в Риге, железнодорожной станции Майори, за работы по реконструкции площади Пионеру (с 1987 года — площадь Пилс) и комплексной планировке жилого массива на улице Краста (совместно с архитекторами Иваром Страутманисом и Ольгертом Остенбергом). Автор многочисленных публикаций по истории архитектуры, в частности, по рижскому модерну.
Умер 14 августа 2025 года в возрасте 82 лет.
|  |  |  |  |  |
|  |  |  |  |  |

## Награды
- Вторая премия за лучшую латвийскую научную книгу, 1980
- Премия австрийского фонда Камилло Зитте, 1985
- Первая премия за лучшую латвийскую научную книгу, 1988
- Архитектурная премия им. Яниса-Фридриха Бауманиса, 1989
- Член-корреспондент Латвийской академии наук, 1992—1994
- Член Латвийской региональной архитектурной академии, 1993
- Премия Фулбрайта (Fulbright Award, 1994)
- Действительный член Латвийской академии наук, 1994
- Большая медаль Латвийской академии наук за научные исследования в области архитектуры, 1998
- Премия Балтийской ассамблеи в области науки, 1998
- Премия рижской городской администрации за значительный вклад в научные исследования и популяризацию архитектурного наследия Риги, 2002
- Премия Латвийского фонда культуры, 2004
- Орден «За заслуги перед Итальянской Республикой», 2004
- Крест Признания 2 класса, 2011[4]

## Монографии
- Krastiņš J. Jūgendstils Rīgas arhitektūrā — 1980, Rīga: Zinātne, 224 lpp. (латыш.)
- Я. Крастиньш, И. Страутманис, О. Бука, Г. Асарис. Архитектура Советской Латвии. — 1987, Москва: Стройиздат, 230 с. (рус.)
- Я. Крастиньш. Стиль модерн в архитектуре Риги. — 1988, Москва: Стройиздат, 273 с. (рус.)
- Krastiņš J. Eklektisms Rīgas arhitektūrā — 1988, Rīga: Zinātne, 280 lpp. (латыш.)
- Krastins J. Jugendstil in der Rigaer Baukunst — 1992, Michelstadt: Neuthorverlag, 330 S. (нем.)
- Krastiņš J. Latvijas Republikas būvmāksla. — 1992, Rīga: Zinātne, 256 lpp. (латыш.)
- К. Зитте. Художественные основы градостроительства — 1993, Москва: Стройиздат, 254 с. (перевод Я. Крастиньша с немецкого языка на русский) (рус.)
- Krastins J. Riga Jugendstilmetropole / Riga Art Nouveau Metropolis/ Rīga jugendstila metropole. — 1996, Riga: Baltika, 352 pp. (англ.) (нем.) (латыш.)
- Krastiņš J. Mežaparks — 1997, Rīga: Zinātne, 231 lpp. (латыш.)
- Krastins J. The Art Noveau Architecture of Riga. — 1998, Rīga: Jumava, 64 pp. (англ.)
- Krastiņš J., Strautmanis I., Dripe J. Latvijas arhitektūra no senatnes līdz mūsdienām — 1998, Rīga: Baltika, 312 lpp. (латыш.)
- Krastiņš J. Rīgas Rātslaukums. Pagātne. Tagadne. Nākotne / The Town Hall Square in Riga. Past. Present. Future.- 2000, Rīga: Madris, 48 lpp. (англ.) (латыш.)
- Krastiņš J., Mucenieks E. Rīgas Latviešu biedrība / The Riga Latvian Society. — 2002, Rīga: Madris, 48 lpp. (англ.) (латыш.)
- Krastins J. Rīgas arhitektūras meistari/ The Masters of Architecture of Riga. — 2002, Rīga: Jumava, 360 lpp. (англ.) (латыш.)
- Krastiņš J., Strautmanis I. Lielais Rīgas arhitektūras ceļvedis. — 2002, Rīga: Puse, 376 lpp. (латыш.)
- Krastins J. Pa Rīgas jūgendstila pēdām / Sur les traces de l’art nouveau a Riga. Guide. — 2003, Bruxelles: CIVA, 176 lpp. (фр.) (латыш.)
- Krastins J., Strautmanis I. Riga. Der große Architekturführer — 2004, Riga: ADD Projects, 376 S. (нем.)
- Krastinš J., Sparitis O. Rīgas arhitektūras astoņi gadsimti Eiropas kultūras spogulī- 2005, Riga: Nacionalais apgads, 179 pp. (латыш.)
- Krastinš J. Rīgas arhitektūras stili / Architectural Styles in Riga / Arhitekturnije stili Rigi/. — 2005, Rīga: Jumava, 240 lpp. (англ.) (нем.) (латыш.)
- Jānis Krastiņš. Jugendstil in der Baukunst Rigas: katalog der Ausstellung. Rīga: Jumava, 2006, 65 lpp (нем.)
- Krastiņš J. Rīgas jūgendstila ēkas. Ceļvedis pa jūgendstila metropoles arhitektūru / Art Nouveau Buildings in Riga. A Guide to Architecture of Art Nouveau Metropolis. — 2007, Rīga: ADD projekts, 408 lpp. (англ.) (латыш.)